# Lauren Ervin
Lauren Ervin (Inglewood, 24 marzo 1985) è un'ex cestista statunitense.
Alta 191 cm, giocava come centro.

## Carriera
Nel draft WNBA 2008, dopo avere terminato il college (Arkansas) viene scelta dalle Connecticut Sun ma a causa di un infortunio salta l'intera stagione WNBA. Si sposta quindi in Europa, nel campionato svedese, dove disputa la stagione 2008-2009 con le Sundsvall Saints. Torna quindi alle Connecticut Sun per la stagione 2009 dove disputa 8 partite prima di venire tagliata per far posto a Sandrine Gruda. Termina allora l'estate del 2009 giocando per Leones de Ponce, nel campionato portoricano. 
In seguito vive la sua seconda esperienza oltreoceano, con le turche del Ceyhan Belediyespor. 
Nell'estate del 2010 è aggregata alle Washington Mystics per un training camp, ma non viene mai schierata in campionato. 
Nel 2010-11 ha giocato con in Italia con il Club Atletico Faenza.